# Beenakia
Beenakia — рід грибів родини гомфові (Gomphaceae). Назва вперше опублікована 1956 року.

## Класифікація
До роду Beenakia відносять 7 видів:
- Beenakia dacostae
- Beenakia fricta
- Beenakia fuliginosa
- Beenakia hololeuca
- Beenakia informis
- Beenakia mediterranea
- Beenakia subglobospora